# Christina Kirkman
Christina Marie Kirkman (Melrose, Massachusetts; 25 de febrero de 1993), más conocido como Christina Marie Kirkman, es una actriz y comediante estadounidense. Fue conocida por sus papeles en las dos últimas temporadas de All That.
En 2003, participó en la competencia R U All That?: Search for the Funniest Kid in America de Nickelodeon y ganó el codiciado lugar como artista habitual en All That.
Como parte de su audición, se le pidió a Kirkman que hiciera una parodia en la que conoció a Jay Leno. Nunca había oído hablar de Leno porque nunca se había quedado despierta hasta tarde, así que dijo: "¿Quién diablos es Jay Leno?" y en su lugar fingió hablar con el guardaespaldas de Leno.
Cuando se le preguntó si pensaba que iba a entrar en el elenco de All That, Kirkman respondió: "¡Pensé que no tenía ninguna posibilidad!" con una risa.
Kirkman se unió al elenco de All That en la temporada 9 después de que Bryan Hearne dejara el programa. Reemplazó a Jamie Lynn Spears como el miembro más joven del elenco de All That. Permaneció en All That hasta que el programa fue cancelado.
Después de completar la universidad, Kirkman regresó a Los Ángeles para dedicarse a la actuación y, a partir de 2016, completó el rodaje de la película "Night Shadow".

## Vida personal
Después de que All That llegó a su fin, Kirkman regresó a Massachusetts, donde experimentó la intimidación. Esto hizo que dejara de actuar temporalmente para concentrarse en la escuela. Se graduó de Bishop Finwick High School. En 2015, se graduó de Emerson College en Boston, Massachusetts, donde estudió periodismo televisivo y también participó en varias producciones diferentes en el campus.

## Filmografía

### Cine
| Año  | Título       | Papel              | Notas         |
| ---- | ------------ | ------------------ | ------------- |
| 2003 | El Gato      | Chica en la fiesta | no acreditada |
| 2016 | Night Shadow | Jesse Remo         |               |
| 2017 | Hot Break    | Bar Girl           |               |

### Televisión
| Año  | Título                                    | Papel                                 | Notas                   |
| ---- | ----------------------------------------- | ------------------------------------- | ----------------------- |
| 2003 | All That                                  | Varios                                | Serie De Nickelodeon    |
| 2004 | Nickelodeon Kids' Choice Awards '04       | ella misma                            |                         |
| 2005 | All That 10th Anniversary Reunion Special | ella misma                            | Especial De Nickelodeon |
| 2016 | Poser                                     | Andrea Taylor                         | Episodio: "Pilot"       |
| 2019 | Boléro                                    | Presentadora de noticias femenina # 1 | "Cortometraje"          |
| 2019 | Ambitions                                 | Lori                                  | (15 episodios)          |

- Datos: Q2416482